# An der Werft 5 (Stralsund)
Das Gebäude mit der postalischen Adresse An der Werft 5 in Stralsund (genannt Werfthochhaus) ist ein elfgeschossiges Hochhaus. Das Gebäude wurde bis ins Jahr 2002 als Bürogebäude der Volkswerft Stralsund genutzt.

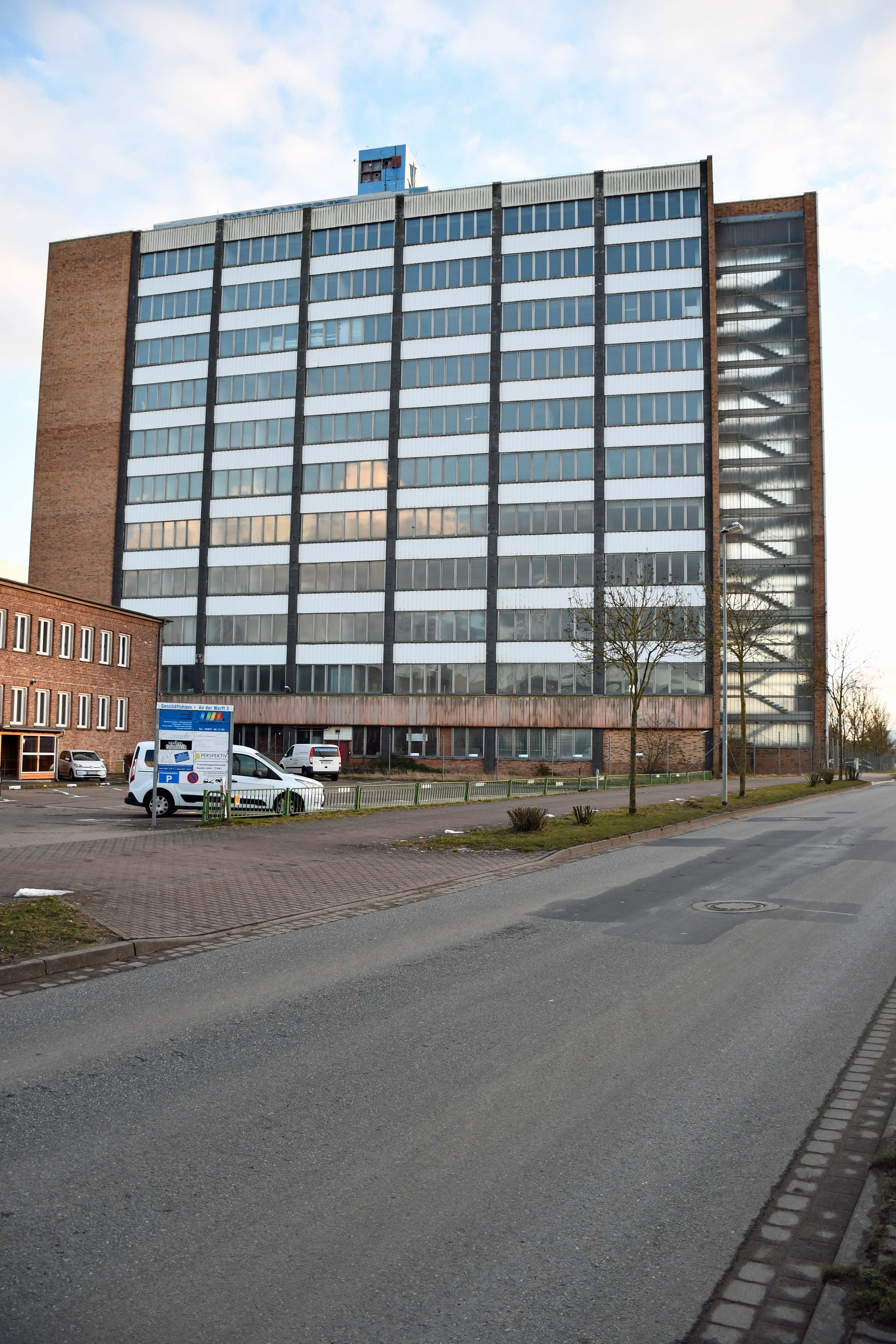
Das Haus An der Werft 5 („Werfthochhaus“) in Stralsund (2023)

## Bau und Verwendung
Das 42 Meter hohe Gebäude wurde von 1972 bis 1974 für die Volkswerft Stralsund errichtet; sein Fundament ist auf Holzpfählen gegründet. Im Herbst 1975 war das Gebäude bezugsfertig. Das Haus verfügt über 8500 bis 10.000 Quadratmeter Nutzfläche. Als Lift diente auch ein Paternosteraufzug, hergestellt im „VEB Aufzugswerk Leipzig“. Das Verwaltungsgebäude mit seinen Großraumbüros galt zur Zeit seines Baus als modernster Büro-Komplex der DDR. Es beherbergte die Bereiche Forschung, Projektierung und Personalwesen. Bis ins Jahr 2002 wurde es genutzt.
Ein an der Fassade zum Werftgelände hin angebrachtes Email-Relief wurde 1973 von Lutz Rudolph gestaltet. Rudolph gestaltete auch ein Relief aus Travertin für das Foyer sowie eine Betonplastik.
Nach der Insolvenz der P+S Werften, eines Nachfolgers der Volkswerft Stralsund, wurde das Gebäude vom Insolvenzverwalter im September 2014 in einer Versteigerung für 127.000 Euro verkauft. Der aus Dresden stammende Käufer hatte im Jahr 2015 geäußert, er wolle auf die oberste Etage des Bürogebäudes eine weitere aufsetzen, die ein Panorama-Restaurant beherbergen sollte. Beim Bauamt der Stadt Stralsund ging vom Käufer nur ein Bauantrag für eine Werbung an der Fassade des nahe der Rügenbrücke stehenden Hochhauses ein, der nicht genehmigungsfähig war.
Die Polizei Mecklenburg-Vorpommern übte nach dem Ende der Nutzung des Bürogebäudes in den Räumen Einsatzsituationen. In der Reihe Stralsund des ZDF hatte die Polizistin Nina Petersen ein Büro im Gebäude; dieser Raum wurde dafür dunkelblau gestrichen.
Ein Antrag, das Hochhaus unter Denkmalschutz zu stellen, wurde von der Stralsunder Bürgerschaft im Jahr 2019 diskutiert.
Laut einem Bericht der Ostseezeitung Stralsund vom Januar 2023 würde eine Sanierung etwa elf Millionen Euro kosten. Im Oktober 2023 beschloss die Stralsunder Bürgerschaft, das Gebäude zu erwerben; der Kaufpreis beträgt 250.000 Euro. Der neue Eigentümer möchte das Haus sanieren, um es wieder als Bürogebäude nutzen zu können.
Es gehört der Stadt Stralsund und wird unter anderem als Sitz des Hafenbetreibergesellschaft SWS Seehafen Stralsund genutzt.

## Werbeträger
Auf dem Dach des Gebäudes ist mit großen Lettern der Schriftzung „Volkswerft“ angebracht, links daneben stand noch „VEB“.
Ein würfelförmiger Werbeträger zeigte bis 2024 die Logos der Volkswerft (eine Kogge, die die Buchstaben „V“ und „W“ enthält) sowie des zeitweiligen Eigentümers der Werft, Detlef Hegemann („dh“). Seit März 2024 sind an dem Werbeträger die Wappen der Volkswerft und der Stadt Stralsund zu sehen.